# Sparmannia
Sparmannia é um género botânico pertencente à família Malvaceae.
1. ↑  «Sparmannia — World Flora Online». www.worldfloraonline.org. Consultado em 19 de agosto de 2020